# Джеймспорт (Нью-Йорк)
Джеймспорт (англ. Jamesport) — переписна місцевість (CDP) в США, в окрузі Саффолк штату Нью-Йорк. Населення — 1609 осіб (2020).

## Географія
Джеймспорт розташований за координатами 40°57′41″ пн. ш. 72°35′0″ зх. д. / 40.96139° пн. ш. 72.58333° зх. д. (40.961451, -72.583379).  За даними Бюро перепису населення США в 2010 році переписна місцевість мала площу 11,72 км², з яких 11,65 км² — суходіл та 0,07 км² — водойми.

## Демографія
Згідно з переписом 2010 року, у переписній місцевості мешкало 1710 осіб у 715 домогосподарствах у складі 494 родин. Густота населення становила 146 осіб/км².  Було 1169 помешкань (100/км²).
Расовий склад населення:
| - 95,7 % — білих - 1,1 % — чорних або афроамериканців - 0,4 % — азіатів - 0,1 % — корінних американців - 1,8 % — осіб інших рас |

До двох чи більше рас належало 0,9 %. Частка іспаномовних становила 8,3 % від усіх жителів.
За віковим діапазоном населення розподілялося таким чином: 16,5 % — особи молодші 18 років, 61,3 % — особи у віці 18—64 років, 22,2 % — особи у віці 65 років та старші. Медіана віку мешканця становила 48,7 року. На 100 осіб жіночої статі у переписній місцевості припадало 97,2 чоловіків;  на 100 жінок у віці від 18 років та старших — 97,4 чоловіків також старших 18 років.
Середній дохід на одне домашнє господарство  становив 108 583 долари США (медіана — 80 711), а середній дохід на одну сім'ю — 100 267 доларів (медіана — 80 196). За межею бідності перебувало 20,7 % осіб, у тому числі 39,4 % дітей у віці до 18 років та 0,0 % осіб у віці 65 років та старших.
Цивільне працевлаштоване населення становило 547 осіб. Основні галузі зайнятості: роздрібна торгівля — 32,7 %, освіта, охорона здоров'я та соціальна допомога — 22,1 %, публічна адміністрація — 12,6 %, будівництво — 11,3 %.